# Anaxipha gueinzii
Anaxipha gueinzii is een rechtvleugelig insect uit de familie krekels (Gryllidae). De wetenschappelijke naam van deze soort is voor het eerst geldig gepubliceerd in 1906 door Kirby.